# Electro SurEste
Electro Sur Este S.A.A. es una empresa pública peruana de generación y distribución de energía eléctrica, posee 7 centrales hidroeléctricas y una central termoeléctrica con una capacidad instalada de casi 10.8 MW.
En el año 2023, la cantidad de clientes con contrato de condiciones uniformes vigente fue de 655.368

## Historia
Se fundó el 21 de diciembre de 1983.
El 1 de noviembre de 1999, mediante una escisión se crea Electro Puno S.A.A.